# Es – Von Zaren und Monstern
Es – Von Zaren und Monstern (Originaltitel: Оно, deutsch: Es) ist ein 1989 veröffentlichter sowjetischer Spielfilm des Regisseurs Sergei Owtscharow auf Grundlage des Buches 1870 – Geschichte einer Stadt von Michail Saltykow-Schtschedrin, der sich in satirischer und parabelartiger Weise mit der Geschichte Russlands vom Mittelalter bis zu Michail Gorbatschow befasst.

## Hintergrund
Der Grundton des satirisch geprägten Filmes ist melancholisch-ironisch bis absurd. Die russische Geschichte wird gleichnishaft anhand der Geschichte eines kleinen Dorfes unter wechselnden Stadtkommandanten erzählt; der Film gibt vor, aus authentischen Aufzeichnungen und Dokumentaraufnahmen des Chronisten eines nicht mehr existenten Dorfes zu bestehen.
Regisseur Owtscharow greift dabei auf ungewöhnliche Stilmittel zurück, indem der Großteil des Films in Form eines schwarzweißen (oft in Sepiatönen eingefärbten) Stummfilms mit Offerzählung des Dorfchronisten gehalten ist; nur hin und wieder werden O-Töne der handelnden Figuren eingespielt.

## Handlung
Hauptereignisse der Geschichte Russlands, auf die sich der Film konzentriert, sind die Entstehung des Zarentums in grauer Vorzeit, die Herrschaft Katharinas der Großen, die Oktoberrevolution sowie die Regierungszeit von vier Sowjetherrschern:
- Josef Stalin, der nachts heimlich den Denuziantenbriefkasten, den er aufgestellt hat, selber füllt. Der Zweite Weltkrieg wird als großer Dorfbrand dargestellt.
- Nikita Chruschtschow, der von zwei verschiedenen Schauspielern dargestellt wird, vor der Entstalinisierung und danach. Vor der Entstalinisierung handelt es sich noch um denselben Stadtkommandanten, der zuvor Stalin dargestellt hat, sich nun einfach den Schnurrbart abrasiert und sich einen charakteristischen hellen Regenmantel zugelegt hat. Dieser Stadtkommandant erleidet schließlich einen Herzinfarkt und wird durch den neuen Stadtkommandanten Warzenkerl ersetzt, der (wie Chruschtschow 1960 vor der UNO-Vollversammlung) mit seinem Schuh auf den Tisch klopft, um eine Dorfversammlung zur Ordnung zu rufen, und das Dorf zu einer Überproduktion an Senf antreibt.
- Leonid Breschnew, der als funktionsuntüchtiger und ständig reparaturbedürftiger Roboter dargestellt wird.
- sowie Michail Gorbatschow.

Erst die Ankunft des über die herrschenden chaotischen Zustände bestürzten Gorbatschow, der im Film durch den Stadtkommandanten Traurigmann verkörpert wird, beendet die scheinbar seit Beginn der Geschichte im Dorf herrschende absurde Anarchie.
Der Nachfolger des Stadtkommandanten Traurigmann schließlich räumt vollends mit den unhaltbaren Zuständen auf, indem er alle Häuser des Dorfes einreißen lässt und unter freiem Himmel, in einem vollkommen zerstörten Niemandsland, Lippenbekenntnisse zu verwirklichen beginnt, die in der Geschichte des Dorfes oft geäußert worden waren und die in der banalen, durch den Film hindurch immer wieder auftauchenden Parole: „Wenn du schlafen willst, dann schlafe. Wenn du essen willst, dann iss!“ zusammengefasst wurden. Der scheinbar hoffnungsvolle Aufbruch der Dorfgemeinschaft wird zunichtegemacht, als ein Ufo aus dem All erscheint, das vom Offerzähler als das „Es“ des Filmtitels identifiziert wird, auf dessen Erscheinen sich die gesamte Dorfgeschichte von Anfang an schicksalshaft zubewegt habe, und die Dorfbewohner mitsamt allen Überresten des Dorfes mittels eines Laserstrahls vernichtet.

## Kritiken
„Der anarchische Umgang mit den Machtstrukturen überträgt sich auf die formale Gestaltung, wobei die Stadtgeschichte in den jeweils aktuellen filmhistorischen Erzählformen entwickelt wird. Ein komplexer Film, dessen turbulente Gesellschafts- und Medienkritik bekannte Bild-Welten und Vorbilder aufbricht, überdreht und zur absurden Komik steigert.“

„Slapstick-Zaren führen das Regiment, Lenin predigt Chaos, Bürgermeister Stalin denunziert Bewohner. Während Reformer Chruschtschow an Fünfjahresplänen feilt, geistert Breschnew durch die Kulissen. Gorbatschow bringt das System zum Einsturz. Eine Abrechnung mit der 1989 im Untergang begriffenen Sowjetunion.“

„eine Projektion der Figuren des Romans von Saltykov-Schtschedrin (1870 - Geschichte einer Stadt) auf die russische und sowjetische Geschichte. Dabei entsteht eine Art Collage über die Geschichte einer fiktiven Stadt und ihrer Stadtväter, die Elemente von Travestie, Guignol, derber Erotik und grotesker Körperlichkeit in sich vereint.“

„Sergej Owtscharow […] hat eine verrückte Burleske gefertigt, eine verzweifelte Generalabrechnung mit der Geschichte seines Volkes, die erst am historischen Wendepunkt der Perestrojka möglich wurde. […] 'ES': das System, das Verhältnis zur Macht. Im Mikrokosmos des Städtchens, in der provinziellen Enge wird ES: als das, was Menschen trennt, um sie ans Zentrum zu binden. […] ES liebt die Vergewaltigung. Der Film reagiert darauf mit einer Stilisierung zwischen Kaspertheater und Geschichtsfibel: eine Revue, in der es grobschlächtig zugeht wie in der Wirklichkeit. Nur ist der Ton ein gänzlich anderer, ein böses Lachen über sinnlose Qualen und Opfer, das man sich in der Realität kaum leisten konnte.“

## Veröffentlichungsgeschichte
Es – Von Zaren und Monstern wurde 1989 in der Sowjetunion veröffentlicht. In der Bundesrepublik wurde der Film erstmals am 11. Februar 1990 auf den Internationalen Filmfestspielen Berlin 1990 gezeigt.
Deutsche Fernsehpremiere hatte Es am 4. März 1991 um 23:00 Uhr im Ersten Deutschen Fernsehen. Seitdem läuft Es vorrangig im Nachtprogramm der Dritten.

## Auszeichnungen
1991 erhielt Swetlana Krjutschkowa einen Nika für ihre Rolle in Es.